# Storthyngurella wolffi
Storthyngurella wolffi är en kräftdjursart som beskrevs av Malyutina 1999. Storthyngurella wolffi ingår i släktet Storthyngurella och familjen Munnopsidae. Inga underarter finns listade i Catalogue of Life.